# Най, Джозеф
Джозеф Самуэль Най — младший (англ. Joseph S. Nye, Jr.; 19 января 1937, Саут-Ориндж, Нью-Джерси — 6 мая 2025, Кембридж, Массачусетс) — американский политолог, разрабатывавший ряд направлений теории международных отношений в рамках неолиберализма, в том числе теорию комплексной взаимозависимости; был ведущим экспертом по международным вопросам. Являлся профессором Гарвардской школы государственного управления имени Джона Ф. Кеннеди и также принимал активное участие в Проекте по реформе национальной безопасности.

## Биография

### Карьера (основные этапы академической или другой карьеры)
Джозеф Най получил степень бакалавра в Принстонском университете в 1958 году. Он написал докторскую диссертацию, выдвинутую на соискание стипендии Родса и затем получил степень доктора философии в области политики в Гарвардском университете. В 1964 году он начал свою преподавательскую деятельность в Гарвардском университете и вёл один из наиболее крупнейших и важнейших курсов на своём факультете. А в декабре 1995 года Най стал деканом Гарвардского института государственного управления им. Джона Ф. Кеннеди.
Помимо этого, занимал высокие правительственные посты: в 1977—1979 гг. — помощник заместителя госсекретаря по вопросам поддержки безопасности, науки и технологии, председатель группы Национального совета безопасности по вопросам нераспространения ядерного оружия; в 1993—1994 гг. — председатель Национального разведывательного совета; в 1994—1995 гг. — заместитель министра обороны по вопросам международной безопасности. В ходе президентской кампании Джона Керри претендовал на место советника по национальной безопасности. Этому учёному удалось эффективно соединить свои теоретические интересы с практической политикой.
Член американской Академии искусств и наук и Академии дипломатии, Дж. Най также был старшим членом Института Аспена, директором Аспенской стратегической группы и членом Исполнительного комитета Трёхсторонней комиссии. Он успел побывать директором Института исследований безопасности восток — запад, директором Международного института стратегических исследований, члена совещательного комитета Института Мировой экономики, и американского представителя на Совещательном комитете Организации Объединённых Наций по вопросам разоружения. Более того, Най входил в число попечителей колледжа Уэллса и Колледжа Рэдклифф.
Член редакционных коллегий журналов Внешней политики и Международной безопасности, Най — автор многочисленных книг и больше чем ста пятидесяти статей в профессиональных журналах. Его последние книги — Soft Power: The Means to Success in World Politics (2004), и ограниченный тираж, For the People: Can We Fix Public Service? (2003). Кроме того, он публиковался на политические темы в Нью-Йорк Таймс, Вашингтон Пост, Интернэшнл геральд трибюн, «Уолл-стрит джорнал», и «Файнэншл Таймс». Он выступал на телепрограммах, таких как «Найтлайн ABC» и «Доброе утро, Америка», «Час новостей с Джимом Лехрером», и также на австралийском, британском, французском, швейцарцем, японском и корейском телевидении.
В дополнение к преподаванию в Гарварде Най также преподавал в течение кратких периодов в Женеве, Оттаве и Лондоне. Он — почётный товарищ Эксетерского колледжа, Оксфорд. Он жил в течение длительных периодов в Европе, Восточной Африке, Центральной Америке, и побывал более чем в 90 странах.

## Научная деятельность
Популярность Наю и его соавтору Роберту Кохейну принесла изданная под их редакцией в 1972 г. книга «Транснациональные отношения и мировая политика», объединившая труды учёных, которые полагали, что государства не являются единственными участниками международных отношений. В
1977 году выходит книга «Власть и независимость: Мировая политика в развитии», заложившая основу неолиберальной школы международных отношений.
Именно Джозефу Наю принадлежит понятие «Мягкая сила» («Soft power»), разрабатывавшееся с 1980-х годов и ставшее одной из значимых концепций в мировой политике, экономике и дипломатии. Особую актуальность концепция «мягкой силы» приобретает после вторжения США в Ирак.
В центре внимания Ная — внешнеполитические проблемы, связанные с глобализацией и универсальной взаимозависимостью, вооружениями и распространением ядерного оружия, политикой США в отношении Азии (особенно Китая и Японии), а также вопросы управления и власти как внутри государства, так и на мировой сцене в условиях глобализации и информационной революции. В Школе им. Кеннеди инициировал научный проект «Система управления для 21 века» в целях исследования причин изменения роли правительств в политике и выработки соответствующих рекомендаций.
По мнению Ная, в современном мире растёт недоверие не только к правительствам наций-государств, но и к социальным и политическим институтам из-за: демистификации власти; изменения баланса между либертаристскими (то есть защищающими приоритет индивида, его прав и свобод) и коммунитаристскими (отстаивающими интересы отдельных сообществ или общества и его структур в целом) ценностями в пользу первых; низкой эффективности государственного вмешательства в экономику и т. д.

## Последующее влияние
Благодаря работам Джозефа Ная и его сторонникам, была заложена основа неолиберальной школы международной политики. Именно его авторству принадлежит понятие «мягкая сила», которое стало одной из коренных теорий в глобальной, мировой политике, экономике и дипломатии. В 2005 г. Дж. Най был признан одним из десяти наиболее влиятельных в США интеллектуалов в области международных отношений.

## Критика сторонников и противников
Одними из главных противников Дж. Ная являются неоконсерваторы, что, впрочем, вполне естественно, ввиду того, что сам он является одним из основных идеологов неолиберализма.
Также иногда критикуется его теория «мягкой силы». Суть этой критики состоит вот в чём: главное преимущество «мягкой силы» перед военной или финансовой мощью государства Джозеф Най видит в способности привлечь кого-либо благодаря ценностному содержанию внешней политики, а не простому набору материальных рычагов давления. Най рассматривает три компонента, с помощью которых государство способно оказывать воздействие: культура (там, где она популярна, как в случае американской поп-культуры или французской «от кутюр»), ценности (причём не только их декларирование, но и следование им) и внешняя политика, как таковая. Но умозаключения американского исследователя вызывают неоднозначную реакцию. Многие[кто?] указывают на то, что американская публичная дипломатия нередко напоминает пропаганду, особенно в том, что касается войны в Ираке. Сам Джозеф Най неоднократно критиковал официальную риторику Госдепартамента США. По мнению учёного, провалы в американской публичной дипломатии объясняются как раз тем, что настоящая «Мягкая сила», которой обладают Соединённые Штаты, подменяется неэффективной государственной пропагандой.

## Личная жизнь
Женат на Молли Хардинг Най, художественном консультанте и скульпторе. У них есть три взрослых сына. Среди его хобби — рыбалка, пеший туризм, сквош, лыжный спорт, озеленение и работа на его ферме в Нью-Хэмпшире.
Умер 6 мая 2025 года в возрасте 88 лет.

## Список произведений
Автор и соавтор:
- Мягкая мощь. Как я спорил с Бжезинским и Киссинджером / [Перевод: Нигматуллин М. В., Катайцева Э. С.] — М.: Родина, 2023. — 254, [1] с. : ил. — (Документальный триллер) — ISBN 978-5-00222-217-9
- Будущее власти : [как стратегия умной силы меняет XXI век] = The future of power. / [Пер. с англ. В. Н. Верченко]. — М.: АСТ, печ. 2013. — 444 с. — (Серия «Политика») — ISBN 978-5-17-081896-9
- Nye J. Soft Power: The Means to Success in World Politics (New York: Public Affairs Group, 2004).
  - Джозеф Най Гибкая сила. Как добиться успеха в мировой политике. — М.: Тренд, 2006. — 397 с.
- Addressing the New International Terrorism: Prevention, Intervention, and Multilateral Cooperation, co-authored with Yukio Satoh and Paul Wilkinson (Washington, D.C.: The Trilateral Commission, 2003).
- The Paradox of American Power: Why the World’s Only Superpower Can’t Go it Alone (New York: Oxford University Press, 2002).
- Understanding International Conflicts: An Introduction to Theory and History, 4th ed. (New York: Longman, 2002).
- Global Competition After the Cold War: A Reassessment of Trilateralism, co-authored with Kurt Biedenkopf and Motoo Shiina (New York: The Trilateral Commission, 1991).
- Bound to Lead: The Changing Nature of American Power, (New York: Basic Books, 1990).
- Nuclear Ethics, (New York: The Free Press, 1986).
- Hawks, Doves and Owls: An Agenda for Avoiding Nuclear War, co-authored with Graham Allison and Albert Carnesale (New York: Norton, 1985).
- Living with Nuclear Weapons. A Report by the Harvard Nuclear Study Group. (Cambridge: Harvard University Press, 1983).
- Power and Interdependence: World Politics in Transition, co-authored with Robert O. Keohane (Boston: Little Brown and Company, 1977; 3d edition with additional material, New York: Longman, 2000).
- Peace in Parts: Integration and Conflict in Regional Organization. (Boston: Little Brown and Company, 1971).
- Pan Africanism and East African Integration. (Cambridge: Harvard University Press, 1965).

Автор/Редактор:
- For the People: Can We Fix Public Service? co-edited with John D. Donahue (Washington, D.C.: Brookings Institution Press, 2003.
- Market-Based Governance: Supply Side, Demand Side, Upside, and Downside, co-edited with John D. Donahue (Washington, D.C.: Brookings Institution Press, 2002.
- Governance in a Globalizing World, co-edited with John D. Donahue (Washington, D.C.: Brookings Institution Press, 2000.
- democracy.com? Governance in A Networked World, co-edited with Elaine Ciulla Kamarck (Hollis Publishing, 1999)
- Why People Don’t Trust Government, co-edited with Philip D. Zelikow and David C. King (Cambridge: Harvard University Press, 1997).
- After the Storm: Lessons from the Gulf War, edited with Roger K. Smith (Lanham, MD: Madison Books and the Aspen Strategy Group of The Aspen Institute, 1992).
- Fateful Visions: Avoiding Nuclear Catastrophe, co-edited with Graham T. Allison and Albert Carnesale (Cambridge: Ballinger Publishing Company, 1988).
- On the Defensive? The Future of SDI, co-edited with James A. Schear, Jr. (Lanham, MD: The Aspen Strategy Group and University Press of America, 1988).
- Seeking Stability in Space: Anti-Satellite Weapons and the Evolving Space Regime, co-edited with James A. Schear, Jr. (Lanham, MD: The Aspen Institute for Humanistic Studies and University Press of America, 1987).
- Global Dilemmas, co-edited with Samuel P. Huntington (Cambridge: The Center for International Affairs, Harvard University and University Press of America, 1985).
- The Making of America’s Soviet Policy, Joseph S. Nye, Jr., ed., (New Haven: Yale University Press, 1984).
- Energy and Security, co-edited with David A. Deese (Cambridge, MA: Ballinger Publishing Company, 1980).
- Nuclear Power Issues and Choices, A Report of the Nuclear Energy Policy Study Group (Joseph S. Nye, Jr., Member) (Cambridge: Ballinger Publishing Company, 1977).
- Canada and the United States: Transnational and Transgovernmental Relations, co-edited with Annette Baker Fox and Alfred O. Hero, Jr., a special edition of International Organization, Autumn 1974, vol. 28, no. 4.
- Conflict Management by International Organizations, co-authored with Ernst B. Haas and Robert L. Butterworth (Morristown, NJ: General Learning Press, 1972).
- Transnational Relations and World Politics. Co-authored and co-edited with Robert O. Keohane (Cambridge: Harvard University Press, 1970).
- International Regionalism. Joseph S. Nye, Jr., ed. (Boston: Little Brown and Company, 1968).